# Dhaurahra
Dhaurahra är en ort i Indien.   Den ligger i distriktet Kheri och delstaten Uttar Pradesh, i den norra delen av landet, 400 km öster om huvudstaden New Delhi. Dhaurahra ligger 135 meter över havet och antalet invånare är 20 098.
Terrängen runt Dhaurahra är mycket platt. Runt Dhaurahra är det tätbefolkat, med 427 invånare per kvadratkilometer. Dhaurahra är det största samhället i trakten. Trakten runt Dhaurahra består till största delen av jordbruksmark.